# العلاقات الفنزويلية الكولومبية
العلاقات الفنزويلية الكولومبية هي العلاقات الثنائية التي تجمع بين فنزويلا وكولومبيا.

## مقارنة بين البلدين
هذه مقارنة عامة ومرجعية للدولتين:
| وجه المقارنة                                              | فنزويلا                                  | كولومبيا        |
| --------------------------------------------------------- | ---------------------------------------- | --------------- |
| المساحة (كم2)                                             | 916.45 ألف                               | 1.14 مليون      |
| عدد السكان (نسمة)                                         | 28.87 مليون                              | 49.07 مليون     |
| الكثافة السكانية (ن./كم²)                                 | 31.5                                     | 43.04           |
| العاصمة                                                   | كاراكاس                                  | بوغوتا          |
| اللغة الرسمية                                             | اللغة الإسبانية، لغة الإشارة الفنزويلية ‏ | اللغة الإسبانية |
| العملة                                                    | بوليفار فنزويلي                          | بيزو كولومبي    |
| الناتج المحلي الإجمالي (بليون دولار)                      | 482.36 مليار                             | 309.19 مليار    |
| الناتج المحلي الإجمالي (تعادل القوة الشرائية) بليون دولار |                                          | 724.96 مليار    |
| الناتج المحلي الإجمالي الاسمي للفرد دولار أمريكي          |                                          | 7.60 ألف        |
| الناتج المحلي الإجمالي للفرد دولار أمريكي                 |                                          | 13.36 ألف       |
| مؤشر التنمية البشرية                                      | 0.762                                    | 0.720           |
| رمز المكالمات الدولي                                      | +58                                      | +57             |
| رمز الإنترنت                                              | .ve                                      | .co             |
| المنطقة الزمنية                                           | 00                                       | 00              |

## مدن متوأمة
في ما يلي قائمة باتفاقيات التوأمة بين مدن فنزويلية وكولومبية:
- ترتبط ماراكاي مع ميديلين باتفاقية توأمة.
- ترتبط كاراكاس مع كالي باتفاقية توأمة منذ 1998.

## منظمات دولية مشتركة
يشترك البلدان في عضوية مجموعة من المنظمات الدولية، منها:
| علم المنظمة | اسم المنظمة                                                          | تاريخ انضمام فنزويلا | تاريخ انضمام كولومبيا |
| ----------- | -------------------------------------------------------------------- | -------------------- | --------------------- |
|             | الاتحاد البريدي العالمي                                              | ?                    | ?                     |
|             | البنك الدولي للإنشاء والتعمير                                        | 30 ديسمبر 1946       | 24 ديسمبر 1946        |
|             | منظمة التجارة العالمية                                               | ?                    | ?                     |
|             | يونسكو                                                               | 25 نوفمبر 1946       | 31 أكتوبر 1947        |
|             | المنظمة الهيدروغرافية الدولية                                        | ?                    | ?                     |
|             | وكالة ضمان الاستثمار متعدد الأطراف                                   | 9 مايو 1994          | 30 نوفمبر 1995        |
|             | منظمة حظر الأسلحة الكيميائية                                         | ?                    | ?                     |
|             | منظمة الشرطة الجنائية الدولية                                        | ?                    | ?                     |
|             | مؤسسة التمويل الدولية                                                | 28 ديسمبر 1956       | 20 يوليو 1956         |
|             | اتحاد دول أمريكا الجنوبية                                            | ?                    | ?                     |
|             | الأمم المتحدة                                                        | 15 نوفمبر 1945       | 5 نوفمبر 1945         |
|             | بنك التنمية الكاريبي ‏                                                | ?                    | ?                     |
|             | الاتحاد الدولي للاتصالات                                             | 13 أغسطس 1920        | 25 أغسطس 1914         |
|             | وكالة حظر الأسلحة النووية في أمريكا اللاتينية ومنطقة البحر الكاريبي ‏ | ?                    | ?                     |

## أعلام
هذه قائمة لبعض الشخصيات التي تربطها علاقات بالبلدين:
- أدريان سانشيز (16 أغسطس 1990 – )
- أندريس بونس (لاعب كرة قدم فنزويلي، 11 نوفمبر 1996[21] – )
- خوان أرانغو (لاعب كرة قدم إسباني، 16 مايو 1980 – )
- خوسيه فرناندو باوتيستا كوينتيرو (سياسي كولومبي، 1964 – )
- خوسيه ماريا روجاس غاريدو (سياسي كولومبي، 7 يونيو 1824 – 18 يوليو 1883)
- سالومون روندون (لاعب كرة قدم فنزويلي، 16 سبتمبر 1989[22] – )
- ستيفاني غوتيريز (عارِضة أزياء فنزويليّة، 10 يناير 1999 – )
- ماريا أنجيلا هولغوين (دبلوماسية كولومبية، 13 نوفمبر 1963 – )
- مانويل مورييو تورو (سياسي كولومبي، 1816[23] – 26 ديسمبر 1880[23])
- نيكولاس مادورو (سياسي فنزويلي، 23 نوفمبر 1962 – )
- يوهان بينو (لاعب كرة قاعدة فنزويلي، 26 ديسمبر 1983 – )

## وصلات خارجية
- موقع وزارة الخارجية الفنزويلية
- موقع وزارة الخارجية الكولومبية